# Plavë
Plavë (serb. Плава, Plava) – wieś w Kosowie, w regionie Prizren, w gminie Dragaš. W 2011 roku liczyła 1000 mieszkańców. 